# Lucien N. Andriot
Lucien N. Andriot (Parijs, 19 november 1892 – Riverside County, 15 maart 1979) was een Frans-Amerikaanse cameraregisseur.

## Biografie
Andriot werd geboren in Parijs. In 1914 verhuisde hij naar de Verenigde Staten. Hij ging aan de slag bij de World Film Company en maakte deel uit van een Frans team met onder meer Maurice Tourneur. In 1920 verhuisde hij naar Hollywood. Andriot zou nog vaak samenwerken met Franse regisseurs zoals René Clair en Jean Renoir. Vanaf de jaren 50 zou Andriot vooral voor televisie werken.
Hij overleed in 1979 op 86-jarige leeftijd. Hij werd begraven op Forest Lawn Memorial Park (Glendale).

## Filmografie (selectie)
- 1924 - The Dangerous Flirt
- 1932 - Bird of Paradise
- 1936 - The Gay Desperado
- 1940 - The Lady in Question
- 1945 - And Then There Were None
- 1945 - The Southerner

- Biblioteca Nacional de España: XX1282107
- Bibliothèque nationale de France: cb139302667 (data)
- Gemeinsame Normdatei: 137605714
- International Standard Name Identifier: 0000 0001 0884 4273
- Library of Congress Control Number: n86105755
- Système universitaire de documentation: 151803633
- Virtual International Authority File: 31020887
- WorldCat: E39PBJmXPTMY8TKJFXbYpt69Xd